# Герб Мадрида
Герб Мадрида уходит корнями в Средние века, хотя современный вид он приобрел только в 1967 году, а в 2004 на его основе был создан официальный логотип города. В 1967 году на площади Пуэрта-дель-Соль была установлена скульптура «Медведь и земляничное дерево» работы Антонио Наварро Сантафе.

## Описание
В серебряном поле с зелёной оконечностью земляничное дерево натурального цвета с зелёной кроной, усыпанной красными плодами. Справа (в геральдике — слева) от него чёрный медведь, стоящий задними лапами на оконечности, а передними опирающийся на ствол дерева. Щит имеет лазоревую кайму, обременённую семью серебряными шестиконечными звездами 3, 2, 2. Щит увенчан золотым венцом, украшенным самоцветами, с восемью зубцами, из них видимы только пять.

## История
В 1212 году состоялась битва при Лас-Навас-де-Толоса, в которой сражались войска Альфонсо VIII Кастильского и Альмохадов. Мадридцы выслали в помощь королю отряд, который шёл с белым знаменем, на котором был изображён медведь. После того, как Мадриду по велению Альфонсо VIII достались во владения соседние леса земляничного дерева, на гербе появилось оно как символ новых владений.

ок. 1212-1222
1222—1544
1544—ок. 1600
ок.1600—ок.1650
ок.1650—1859
1859—1873 / 1874—1931
1873—1874 / 1931—1939
1939—1967
1967—1982
1982—